# Jerzy Emir-Hassan
Jerzy Jan Emir-Hassan (właśc. Jerzy Jan Emersajłów) vel Piotr Kiławiec vel Jerzy Wrzosek vel Jerzy Zakrzewski ps. Łepek 2, Turek 2, Żuk (ur. 14 stycznia 1906 w Warszawie, zm. 27 maja 1998 w Opaczy) – podpułkownik Wojska Polskiego, cichociemny. Potomek tureckiego emira, wysłannika sułtana na Krym,  w trzecim pokoleniu urodzonych w Polsce.

## Życiorys
Jerzy Jan Emir-Hassan urodził się 14 stycznia 1906 roku w Warszawie, w rodzinie Józefa Emersajłowa, handlowca, i Dominiki ze Stańczyków.
W latach 1915–1924 uczył się w Gimnazjum Wojciecha Górskiego w Warszawie, gdzie w 1924 roku uzyskał maturę. Od jesieni 1924 roku do 1926 roku studiował na Wydziale Lekarskim UW i w 1926 roku jako medyk brał udział w przewrocie majowym w patrolu przy ul. Czerniakowskiej. W 1926 roku przerwał studia ze względów rodzinnych i wstąpił do Szkoły Podchorążych Piechoty. 15 sierpnia 1929 roku został mianowany podporucznikiem ze starszeństwem z dniem 15 sierpnia 1929 roku i 154. lokatą w korpusie oficerów piechoty z równoczesnym wcieleniem do 32 pułku piechoty w Modlinie. W tym oddziale służył do 1938 roku. 17 grudnia 1931 roku został awansowany na porucznika ze starszeństwem z dniem 1 stycznia 1932 roku i 174. lokatą w korpusie oficerów piechoty. Następnie został przeniesiony do Szkoły Podchorążych Piechoty na stanowisko wykładowcy broni chemicznej.
W czasie kampanii wrześniowej 1939 roku walczył jako dowódca 4 kompanii strzeleckiej 114 pułku piechoty. Został ranny w czasie bitwy pod Wyszkowem. Następnie walczył w obronie Wołynia (Grupa „Kowel”). 16 listopada 1939 roku został aresztowany w czasie próby przekroczenia granicy polsko-węgierskiej. 24 grudnia 1939 roku został wywieziony do ZSRR. Przebywał w więzieniu w Mikołajowie nad Morzem Czarnym do jesieni 1940 roku, następnie został zesłany do miasta Iwdel, a stamtąd za rzekę Sowę, gdzie jako zesłaniec pracował w lesie.
Po podpisaniu układu Sikorski-Majski, w listopadzie 1941 roku wstąpił do Armii Andersa. Początkowo był komendantem kursu unitarnego SPP, a następnie został instruktorem i wykładowcą w Centrum Wyszkolenia Armii. Od października 1943 roku przez rok przebywał we Włoszech, gdzie po przeszkoleniu konspiracyjnym ze specjalnością w dywersji został zaprzysiężony 29 lutego 1944 roku i następnie przeniesiony do Oddziału VI Sztabu Naczelnego Wodza, gdzie pracował jako instruktor taktyki działań dywersyjnych.
Został zrzucony w Polsce w nocy z 16 na 17 października 1944 roku. Z dniem zrzutu został mianowany majorem. Został przydzielony do Okręgu Łódź AK. W listopadzie został szefem sztabu tego okręgu. Równocześnie pełnił funkcję zastępcy komendanta Okręgu Michała Stempkowskiego.
W marcu 1945 roku został aresztowany przez NKWD, w maju 1945 roku został przekazany w ręce Wojewódzkiego Urzędu Bezpieczeństwa Publicznego w Łodzi. 24 sierpnia 1945 roku został skazany przez WSO w Łodzi na 10 lat więzienia. We wrześniu 1945 roku przewieziony do więzienia we Wronkach, skąd został zwolniony 30 października 1945 roku w wyniku m.in. amnestii i starań żony. Zamieszkał w Warszawie. Był prześladowany przez UB, wzywany na przesłuchania do siedziby UB na Pradze, inwigilowany.
Od stycznia 1946 roku do czerwca 1949 roku był współwłaścicielem sklepu bławatnego „Józef Pawłowski i S-ka” przy ul. Marszałkowskiej w Warszawie. Dyskryminowany przez UB nie mógł znaleźć pracy do 1954 roku, kiedy został zatrudniony w Gromadzkiej Radzie Narodowej w Opaczy, jako referent i sekretarz. Pracował tam do 1959 roku. Później był zatrudniony w Spółdzielni Papierniczo-Poligraficznej „Zjednoczenie” w Warszawie na stanowisku technologa. W sierpniu 1975 roku przeszedł na emeryturę.
Aktywnie działał społecznie. Został wybrany do Rady Spółdzielni, w której pracował w latach 1959–1975, przez wiele lat pełnił funkcję sekretarza Rady i członka Prezydium oraz prezesa Kasy Wzajemnej Pomocy, a przez ostatnie dwa lata przed przejściem na emeryturę był przewodniczącym komisji Rewizyjnej Związku Poligrafów w Spółdzielni.

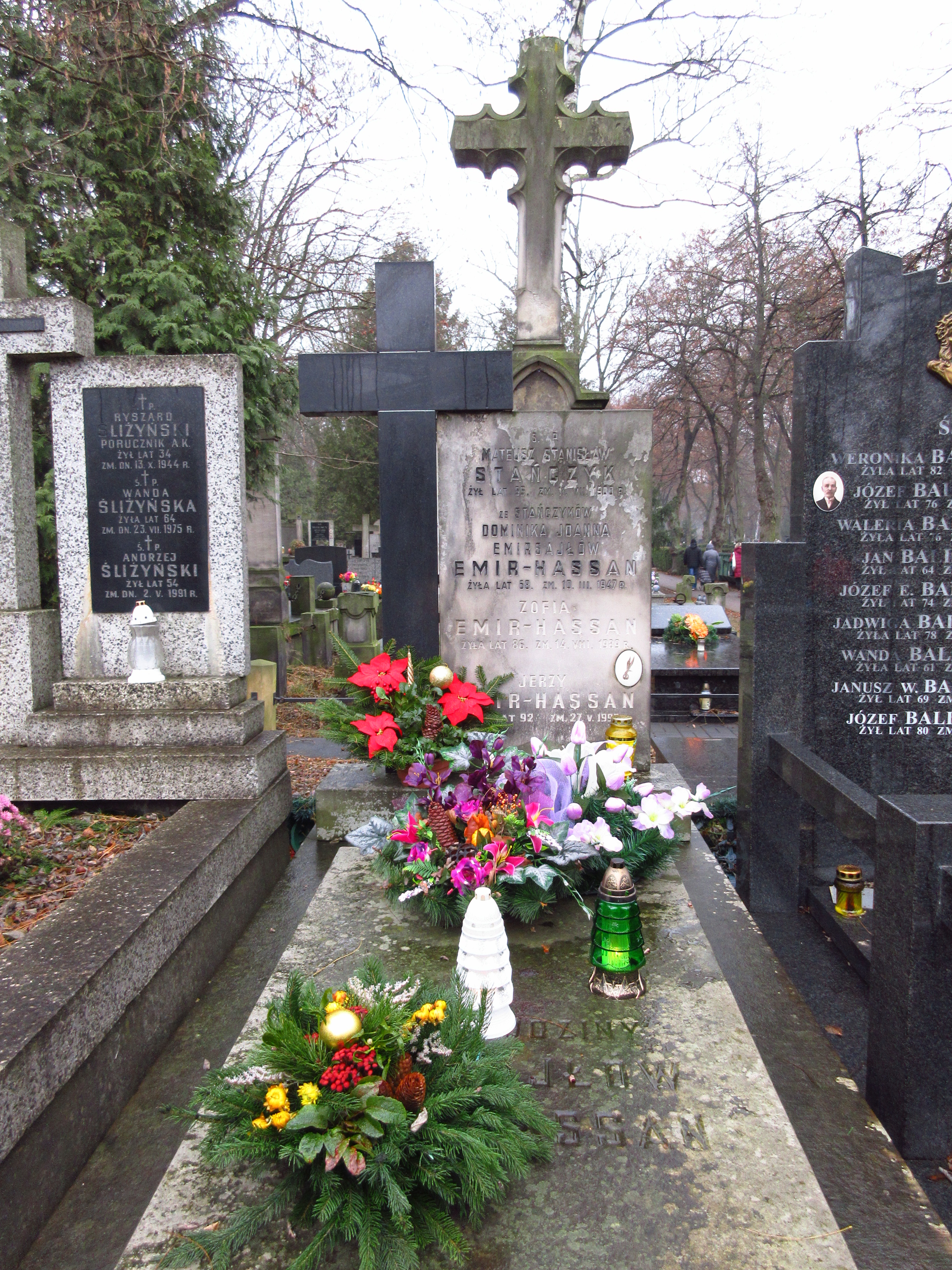
Grób Jerzego Emir-Hassana na cmentarzu Bródnowskim

W latach 1978–1982 był przewodniczącym Zespołu Historycznego Cichociemnych w Polsce. Uczestniczył w pracach środowiskowych żołnierzy AK Okręgu Łódzkiego. Należał do grona założycieli Stowarzyszenia żołnierzy AK w 1989 roku. W 1993 roku został mianowany podpułkownikiem. Pochowany na cmentarzu Bródnowskim (kw. 11A-3-3).

## Odznaczenia
- Krzyż Walecznych – czterokrotnie
- Polonia Mater Nostra Est (1996)
- Złota Odznaka Działacza Spółdzielczości.

## Życie rodzinne
Ożenił się z Zofią Owsianko (ur. w 1903 roku), nauczycielką, łączniczką AK, również aresztowaną przez NKWD w marcu 1945 roku, więzioną w obozie NKWD w Rembertowie, potem CWK Rawicz, skąd została zwolniona w październiku 1945 roku.
Mieli wychowanka Grzegorza (ur. w 1959).